# 沖松島駅
沖松島駅（おきまつしまえき）は、香川県高松市福岡町四丁目にある、高松琴平電気鉄道志度線の駅である。駅番号はS03。

## 駅構造
単式ホーム1面1線を有する地上駅である。無人駅で駅舎はない。

### 直前駅出発通知
志度方面からの電車が直前の駅である春日川を発車すると、『次の電車は春日川を発車しました』との表示が、また瓦町方面からの電車が松島二丁目を発車すると『次の電車は松島二丁目を発車しました』と電光掲示で通知する。駅名の部分だけ光る。

## 利用状況
| 1日乗降人員推移 | 1日乗降人員推移 |
| 年度            | 1日平均人数     |
| --------------- | --------------- |
| 2011年          | 616             |
| 2012年          | 656             |
| 2013年          | 651             |
| 2014年          | 667             |
| 2015年          | 680             |
| 2016年          | 697             |
| 2017年          | 707             |
| 2018年          | 701             |

## 駅周辺
- 高松市道福岡林線
- 国道11号
- 香川県道157号高松東港線
- 高松市総合体育館
- 市立体育館前バス停と沖松島バス停
- 高松市福岡町プール
- 高松市斎場公園
- イオン高松東店（旧：高松サティ）
  - イオンシネマ高松東（旧：ワーナー・マイカル・シネマズ高松）
  - セリア
  - 宮脇書店
- 高松東港ジャンボフェリーのりば
- 快活CLUB高松福岡町店

## 歴史

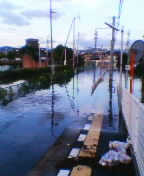
高潮で水没したホーム（2004年8月）

- 1911年11月18日 東讃電気軌道の駅として開業。
- 1916年12月25日 会社合併により四国水力電気の駅となる。
- 1942年4月30日 事業譲渡により讃岐電鉄の駅となる。
- 1943年11月1日 会社合併により高松琴平電気鉄道志度線の駅となる。
- 1992年11月5日 高松市斎場公園開園に伴い、琴電志度方に約190m移転。（旧駅前には旧市営火葬場があった）
- 2004年8月31日 台風16号による高潮で冠水。この影響で、志度線は9月1日14時頃まで不通となった。

## 隣の駅
高松琴平電気鉄道
■志度線
松島二丁目駅（S02） - 沖松島駅（S03） - 春日川駅（S04）

## 画像

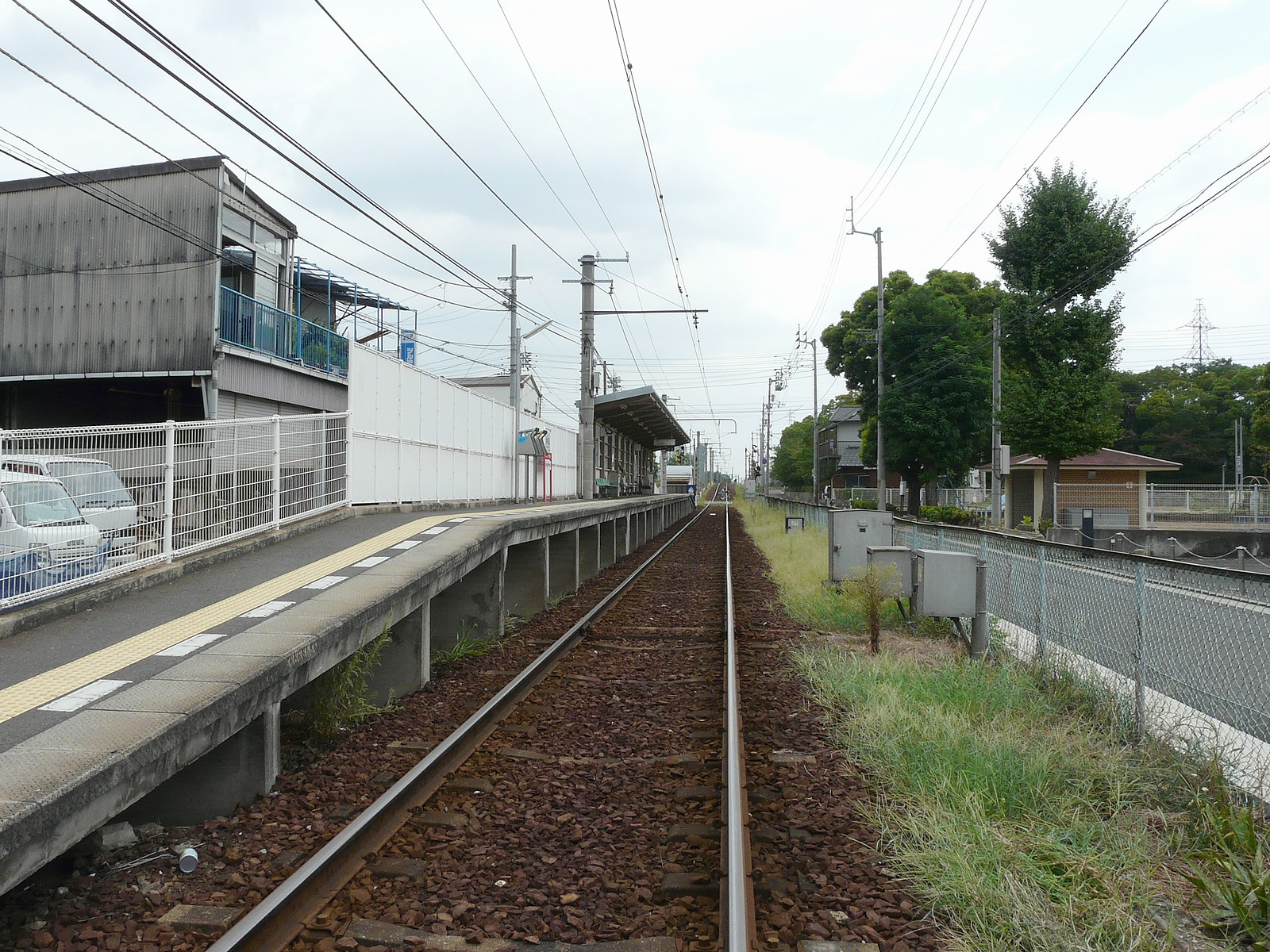
構内　松島二丁目方より
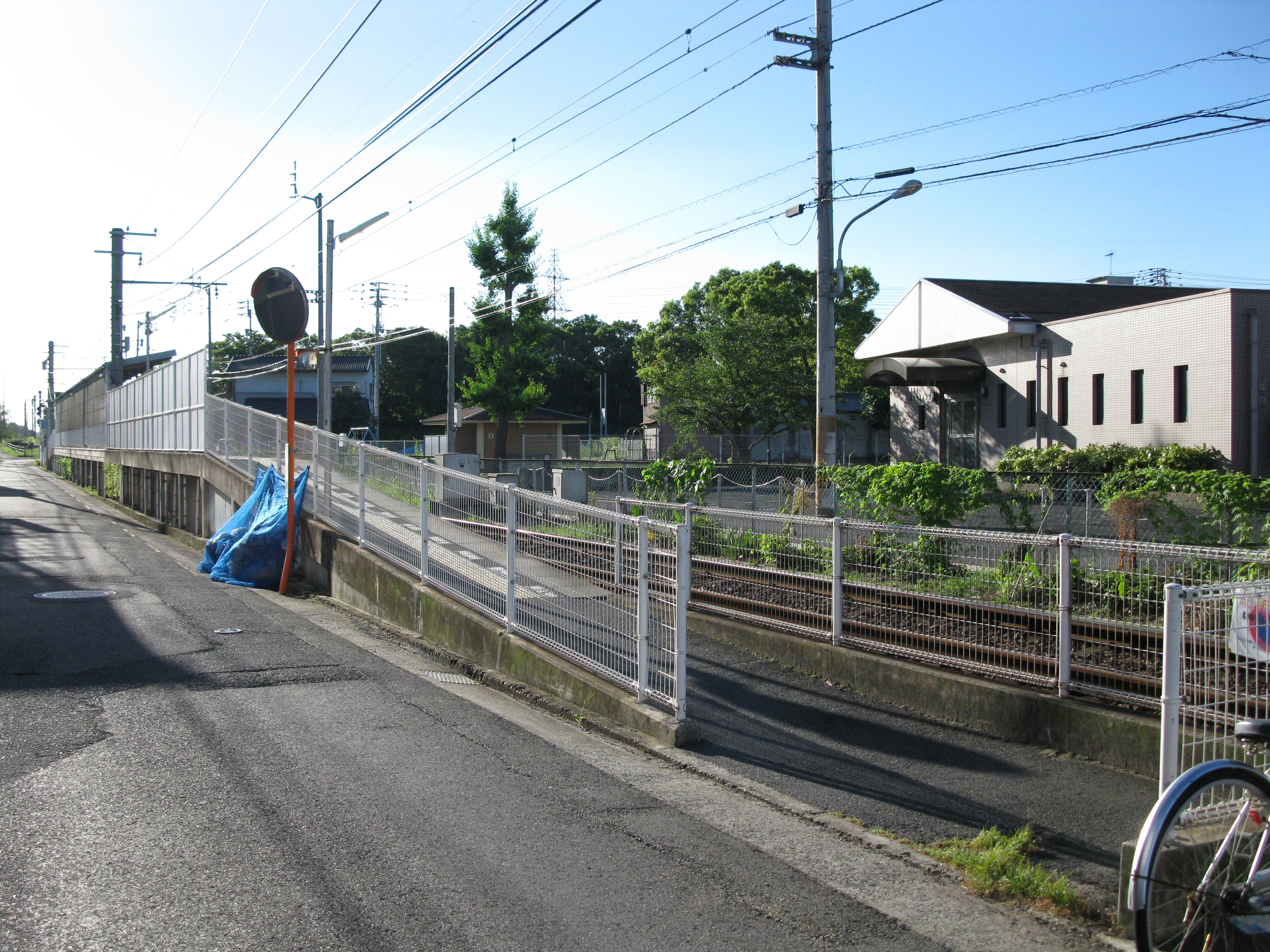
松島二丁目方駅入り口（2010年8月）
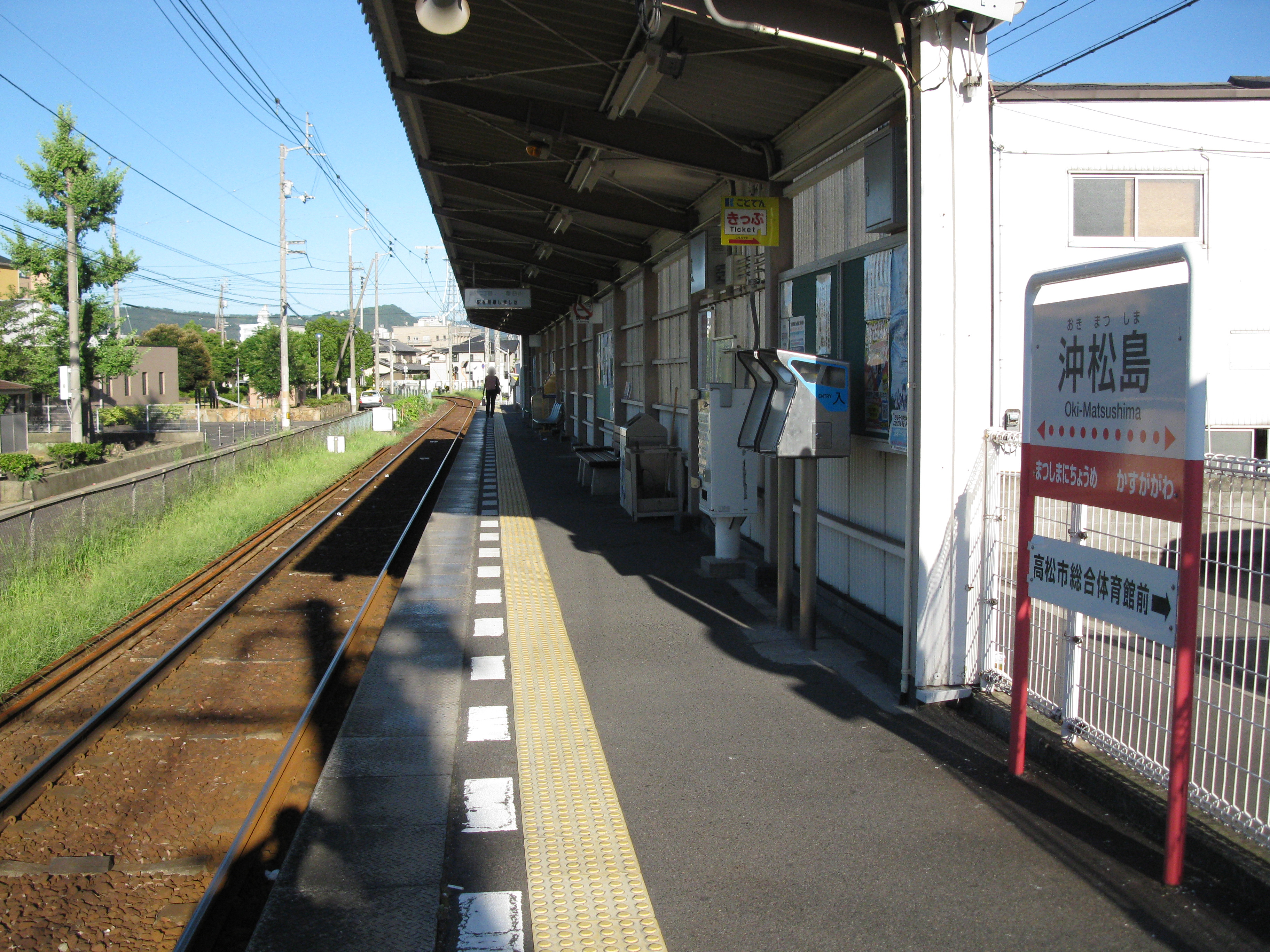
ホーム　春日川方より（2010年8月）